# Штольпе (Гольштейн)
Штольпе (нем. Stolpe) — община в Германии, в земле Шлезвиг-Гольштейн.
Входит в состав района Плён. Подчиняется управлению Ванкендорф. Население составляет 1316 человек (на 31 декабря 2010 года). Занимает площадь 23,21 км².